# François Schollaert (1817-1879)
François Joseph Schollaert (Antwerpen, 16 december 1817 - Vorst, 11 augustus 1879) was een Belgisch volksvertegenwoordiger.

## Levensloop
Schollaert was een zoon van de lakenhandelaar Jacques Schollaert en van Jeanne Helen. Hij trouwde met Jeanne Vandenschrieck. Ze waren de ouders van Frans en Louise Schollaert en de schoonouders van Joris Helleputte.
Gepromoveerd tot doctor in de wijsbegeerte en letteren (1838) en tot doctor in de rechten (1842), beide aan de Katholieke Universiteit Leuven, vestigde hij zich als advocaat in Leuven. Hij werd hoogleraar aan de faculteit rechten van de Katholieke Universiteit Leuven. Van 1869 tot 1872 was hij gemeenteraadslid van Leuven.
In 1863 werd hij katholiek volksvertegenwoordiger voor het arrondissement Leuven, een mandaat dat hij vervulde tot aan zijn dood.